# 多尼布鲁克 (北达科他州)
多尼布鲁克（英語：Donnybrook），是美国北达科他州下属的一座城市。根据2010年美国人口普查，该市有人口59人。